# Osieczna
Osieczna este un oraș în Polonia.